# Perizoma rivinata
Perizoma rivinata là một loài bướm đêm trong họ Geometridae.